# Perth Darts Masters
| Perth Darts Masters | Perth Darts Masters |
| ------------------- | ------------------- |
| Sportart            | Darts               |
| Organisator         | PDC                 |
| Turnierart          | Einladungsturnier   |
| Austragungsort      | HBF Stadium, Perth  |
| Austragungszeitraum | August              |
| Rekordsieger        | Phil Taylor (2×)    |
| letzter Sieger      | Gary Anderson       |
| Letzte Austragung   | 2017                |

Das Perth Darts Masters war ein Dartturnier, das von der PDC im Rahmen der World Series of Darts veranstaltet wurde. Erstmals ausgetragen wurde der Wettbewerb 2014, die letzte Austragung fand 2017 statt. Ausgetragen wird das Turnier im HBF Stadium in Perth.
Phil Taylor konnte die beiden ersten Austragungen für sich entscheiden, bevor sich im Jahr 2016 Michael van Gerwen zum ersten Mal bei diesem Turnier zum Sieger krönte.

## Qualifikation
Das Teilnehmerfeld bestand aus 16 Spielern. Acht davon sind gesetzt und die anderen acht ungesetzt.
Vor der Saison werden zusätzlich zu den Top 6 der PDC Order of Merit zwei weitere Wildcards vergeben. Diese acht Spieler bilden bei jedem Turnier der World Series-Serie die acht gesetzten Spieler. Zudem haben acht regionale Spieler die Möglichkeit, sich als ungesetzte Spieler zu qualifizieren.

## Preisgeld
Das Preisgeld für das Perth Darts Masters wurde nicht offiziell bekannt gegeben.
Da es sich um ein Einladungsturnier handelt, werden die erspielten Preisgelder bei der Berechnung der PDC Order of Merit nicht berücksichtigt.

## Finalergebnisse
| Jahr | Austragungsort                                | Sieger             | Ergebnis | Finalist              | Sponsor  | Preisgeld | Preisgeld |
| Jahr | Austragungsort                                | Sieger             | Ergebnis | Finalist              | Sponsor  | Gesamt    | Sieger    |
| ---- | --------------------------------------------- | ------------------ | -------- | --------------------- | -------- | --------- | --------- |
| 2014 | HBF Stadium, Perth                            | Phil Taylor        | 11 : 9   | Michael van Gerwen    | TABtouch | 0£73.000  | 0£20.000  |
| 2015 | HBF Stadium, Perth                            | Phil Taylor        | 11 : 7   | James Wade            | TABtouch | A$200.000 | A$60.000  |
| 2016 | Perth Convention and Exhibition Centre, Perth | Michael van Gerwen | 11 : 4   | Dave Chisnall         | TABtouch | n. A.     | n. A.     |
| 2017 | HBF Stadium, Perth                            | Gary Anderson      | 11 : 7   | Raymond van Barneveld | TABtouch | 0£60.000  | 0£20.000  |